# Кузьмин, Дмитрий Семёнович
Дмитрий Семёнович Кузьмин (1908 — 31 марта 1944) — капитан Рабоче-крестьянской Красной Армии, участник Великой Отечественной войны, Герой Советского Союза (1944).

## Биография
Дмитрий Кузьмин родился в 1908 году в деревне Кашаево (ныне — Торжокский район Тверской области). После окончания начальной школы и совпартшколы работал на партийных должностях на железной дороге. В ноябре 1941 года был призван на службу в Рабоче-крестьянскую Красную Армию. С декабря того же года — на фронтах Великой Отечественной войны.
К марту 1944 года капитан Дмитрий Кузьмин был заместителем по политической части командира батальона 859-го стрелкового полка 294-й стрелковой дивизии 52-й армии 2-го Украинского фронта. Отличился во время освобождения Молдавской ССР. 20 марта 1944 года Кузьмин в составе своего батальона переправился через Днестр в районе села Цареград (ныне — Главан Дрокиевского района) и принял активное участие в отражении немецкой контратаки. Батальон успешно перерезал железную дорогу и шоссе Бельцы-Яссы. 31 марта 1944 года Кузьмин погиб в бою. Похоронен в городе Унгены.
Указом Президиума Верховного Совета СССР от 13 сентября 1944 года капитан Дмитрий Кузьмин посмертно был удостоен высокого звания Героя Советского Союза. Также был награждён орденами Ленина и Красной Звезды.